# تپه قلعه گبر زمان‌آباد
تپه قلعه گبر زمان آباد مربوط به سده‌های اولیه دوران‌های تاریخی پس از اسلام است و در شهرستان اسفراین، بخش مرکزی، دهستان زرق آباد، ۱۵ متری جنوب غرب روستای زمان آباد واقع شده و این اثر در تاریخ ۳۰ بهمن ۱۳۸۶ با شمارهٔ ثبت ۲۱۱۰۴ به‌عنوان یکی از آثار ملی ایران به ثبت رسیده است.